# Norske Kvinners Sanitetsforening

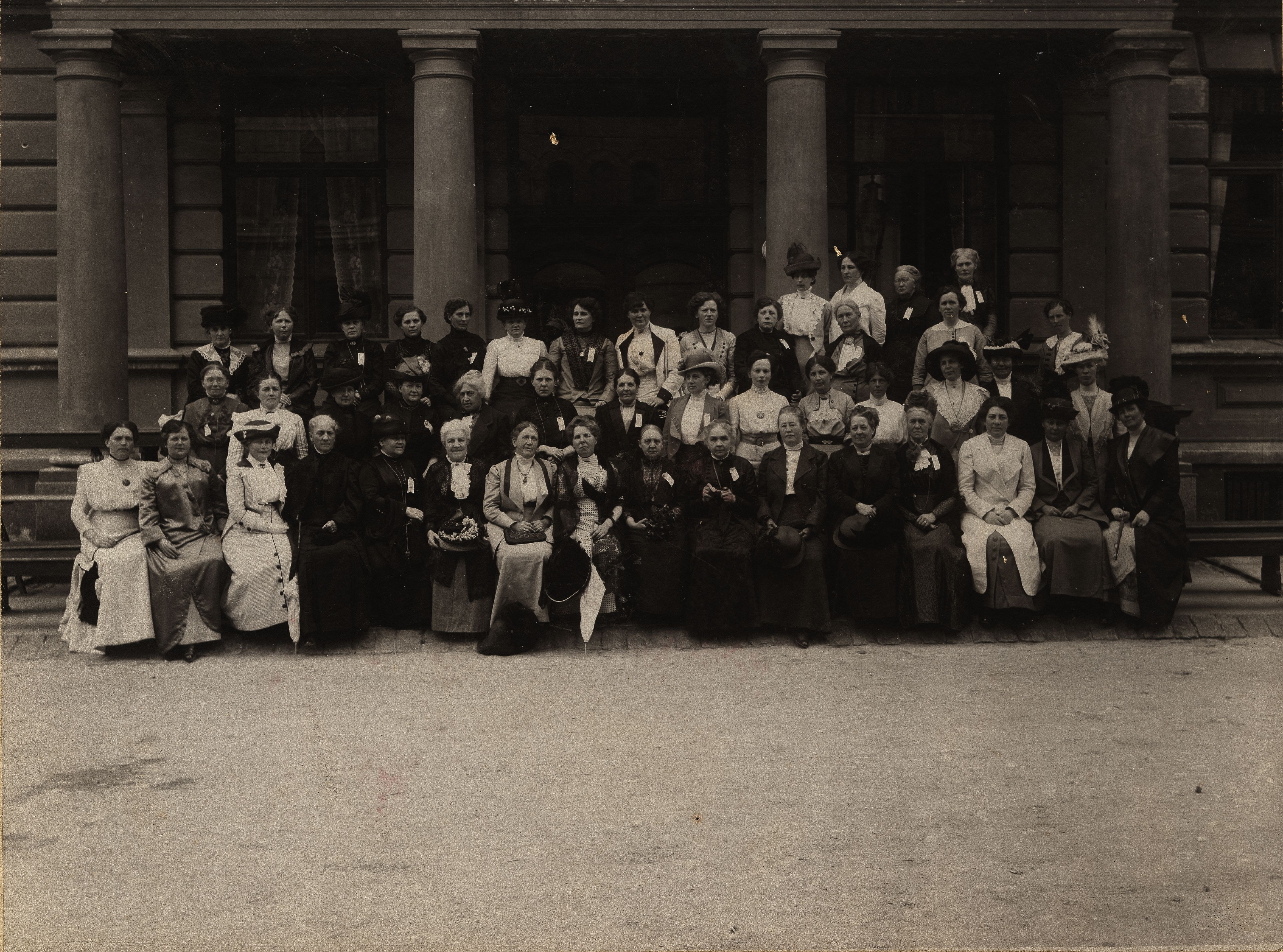
Norske Kvinners Sanitetsforening årsmöte 1913. Fredrikke Marie Qvam sitter som nr 9 från vänster i första ledet

Norske Kvinners Sanitetsforening (NKS) är en norsk frivilligorganisation inom hälso- och socialområdet med tyngdpunkten på kvinnors hälsa och livsvillkor.
NKS grundades på initiativ av Norsk Kvinnesaksforening och Fredrikke Marie Qvam, Gina Krog och Randi Blehr den 26 februari 1896 i Kristiania. Qvam blev NKS första ordförande och ledde organisationen till 1933. Huvudsyftet var att utbilda sjuksköterskor och att bistå arméns sjukvårdsorganisation, i det fall unionsupplösningen skulle leda til krigshandlingar. Ursprungligen var NKS tänkt som en kvinnoförening inom Norges Røde Kors. Efterhand utvidgades verksamheten till att även omfatta humanitärt bistånd med vikten på kvinnors hälsa och livsvillkor. NKS äger och driver flera sjukhem, vårdhem och institutioner, arbetar lokalt med beredskapsarbete och nationellt med projekt av betydelse för kvinnors livsvillkor, bland annat våld mot kvinnor. Organisationen tar initiativ till och finansierar forskning. NKS delar ut Fredrikkeprisen, en utmärkelse uppkallad efter grundaren Fredrikke Marie Qvam. Organisationen sköter också försäljning av majblommor.
NKS är Norges största kvinnoorganisation och en av Norges störste organisationer med inriktning på humanitärt bistånd. Under 1900-talet hade NKS som mest 250 000 medlemmar. År 2016 fanns det cirka 660 lokalföreningar och medlemsantalet var cirka 41 000.